# عروسی در مستی
عروسی در مستی (انگلیسی: Drunk Wedding) فیلمی کمدی به کارگردانی نیک وایس است که در سال ۲۰۱۵ منتشر شد.